# Bandera de Virginia Occidental
La bandera de Virginia Occidental se compone del gran sello del estado en un campo blanco con un borde azul oscuro. El escudo de armas, que se basa principalmente en el sello del estado, se presenta en el centro del pabellón. El escudo simboliza los principales recursos y actividades del estado. El anverso del sello lleva la leyenda de State of West Virginia (Estado de Virginia Occidental), junto con el lema del estado, Montani Semper Liberi (Los montañeros siempre son libres). Un agricultor,a la izquierda, y un minero, a la derecha de una gran roca cubierta de hiedra que lleva la fecha del ingreso del Estado a la Unión, 20 de junio de 1863. Delante de la roca se encuentran dos fusiles en los que descansa un gorro frigio rojo, o gorro de la libertad. La mitad inferior del escudo de armas es coronada por el rododendro, la flor del estado. El blanco representa pureza, mientras que el borde azul representa la Unión. La actual bandera fue aprobada por el parlamento de Virginia Occidental, el 7 de marzo de 1929.

## Banderas históricas

Bandera de Virginia Occidental desde 1905 hasta 1907
- Archivo:Flag of West Virginia (1907-2099
Bandera de Virginia Occidental desde 1907 hasta 1929 Bandera de Virginia Occidental desde 1907 hasta 1929